# Cuporani, Bolgrad
Cuporani (în ucraineană Рівне, transliterat: Rivne, în bulgară Купаран, transliterat: Kuparan) este un sat în comuna Tarutino din raionul Bolgrad, regiunea Odesa, Ucraina.

## Demografie
Componența lingvistică a localității Cuporani
     Bulgară (90,5%)
     Rusă (3,99%)
     Ucraineană (3,06%)
     Română (1,27%)
Conform recensământului din 2001, majoritatea populației localității Cuporani era vorbitoare de bulgară (90,5%), existând în minoritate și vorbitori de rusă (3,99%), ucraineană (3,06%) și română (1,27%).

## Istorie
Satul a fost fondat în 1830 de coloniști bulgari veniți din Imperiul Otoman, din zona satului Kuparan.